# Бернар, Ален
Але́н Берна́р (фр. Alain Bernard; род. 1 мая 1983, Обань) — французский пловец, двукратный олимпийский чемпион, экс-рекордсмен мира на дистанции 50 и 100 м вольным стилем, 7-кратный чемпион Европы, чемпион мира 2010 года на короткой воде. Признан лучшим спортсменом Франции по итогам 2008 года по версии L’Equipe. Лучший пловец Европы 2008 года (первый в истории француз, выигравший эту награду).
В 2000 году начал тренироваться под управлением Дени Огю. Первой победы добился на Чемпионате Европы 2004 года в эстафете 4×50 вольным стилем. В 2005 году в Триесте он завоевал серебряную медаль в этой же эстафете. В 2006 году в Хельсинки завоевал бронзовую медаль на дистанции 100 м вольным стилем. На Олимпийских играх в Пекине (2008) завоевал золотую медаль в дисциплине 100 м вольным стилем.

## Личные рекорды в плавании вольным стилем
По состоянию на 31 июля 2012.

### «Длинная вода» — бассейн 50 м
- 50 м — 21,23 (26 апреля 2009; Чемпионат Франции 2009 года)
- 100 м — 46,94 (23 апреля 2009; Чемпионат Франции 2009 года)
- 200 м — 1:47,81 (29 июня 2008; Открытый чемпионат Шотландии 2008 года)

### «Короткая вода» — бассейн 25 м
- 50 м — 20,64 (14 декабря 2008; Чемпионат Европы по плаванию на короткой воде 2008, Риека, Хорватия)
- 100 — 45,69 (7 декабря 2008; Чемпионат Франции 2008 года)
- 200 м — 1:43,40 (6 декабря 2008; Чемпионат Франции 2008 года)

## Выступления на Олимпийских играх
| Игры        | Эстафета 4х100 метров | Вольный стиль 50 метров | Вольный стиль 100 метров' |
| ----------- | --------------------- | ----------------------- | ------------------------- |
| Пекин-2008  | · 3 мин 8,32 с        | · 21,49 с               | · 47,20 с                 |
| Лондон-2012 | · 3 мин 9,93 с        | —                       | —                         |